# Meredith Hagner

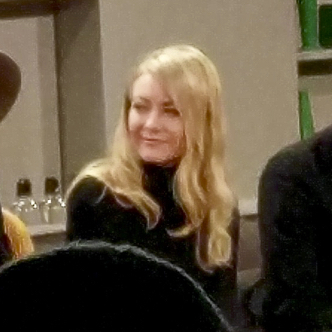
Meredith Hagner beim Sundance Film Festival 2020

Meredith Hagner (* 31. Mai 1987 in New York City) ist eine US-amerikanische Filmschauspielerin.

## Leben
Meredith Hagner wurde nach einigen Jahren in der Werbung ab 2008 in der Seifenoper Jung und Leidenschaftlich – Wie das Leben so spielt als „Liberty Ciccone“ besetzt. Weitere Serien mit ihr waren Royal Pains und Lights Out sowie Men at Work. Ab 2016 spielte sie „Portia Davenport“ in der Comedy-Serie Search Party. 2021 spielte sie in der Komödie Vacation Friends mit sowie dem Folgefilm 2023.

## Privatleben
Sie ist seit 2019 mit Schauspieler Wyatt Russell verheiratet, mit dem sie einen Sohn hat.

## Filmografie (Auswahl)
- 2008–2010: Jung und Leidenschaftlich (As the World Turns, Fernsehserie, 165 Folgen)
- 2009–2016: Royal Pains (Fernsehserie, 7 Folgen)
- 2011: Algebra in Love (Damsels in Distress)
- 2011: Lights Out (Fernsehserie, 11 Folgen)
- 2012–2014: Men at Work (Fernsehserie, 22 Folgen)
- 2014: Hits
- 2015: Irrational Man
- 2016–2022: Search Party (Fernsehserie, 50 Folgen)
- 2017: Younger (Fernsehserie, 5 Folgen)
- 2017: Ingrid Goes West
- 2018: Set It Up
- 2018: The Oath
- 2019: Brightburn: Son of Darkness (Brightburn)
- 2020: Horse Girl
- 2020: Palm Springs
- 2021: Vacation Friends
- 2022: The Hater
- 2022: Baby Ruby
- 2023: Joy Ride
- 2023: Vacation Friends 2
- 2023: Excessive
- 2024: Bad Monkey (Fernsehserie)
- 2025: Ihr seid herzlich eingeladen (You’re Cordially Invited)